# Jaszuda Kei
Jaszuda Kei (保田圭; Futtsu, Csiba prefektúra, 1980. december 6. –) japán énekesnő és színésznő, a Morning Musume második generációjának tagja, és láthattuk a Dream Morning Musume-ben is.

## Élete

### 1998–2001
1998-ban csatlakozott a Morning Musume-hez a második generáció tagjaként. Közreműködött egy rádiós versenyen Abe Nacumi-val, ezután vált népszerűvé, s bár tervbe volt véve, hogy kap egy önálló kislemezt, ez sosem jelent meg. 2001-ben a Morning Musume második albumán Ichii Szajaka-val duettet énekelt, az „Otome no shinringaku”-t. Népszerűségüket látva belőlük, és a harmadik generációs Gotó Maki-ból létrehozta Cunku a Morning Musume egy alcsoportját, a Petitemoni-t. Első kislemezük a „Chokotto LOVE” több mint egymillió példányban kelt el. Később ő lett a csapat vezetője. Nakazava Júko távozása után ő lett a Morning Musume vezetője is.

### 2003–2004
2003-ban kilépett a Morning Musume-ből, hogy színészi karrierjére összpontosíthasson. Mivel a H!P tagja maradt, több olyan filmben is szerepelt, melyet a H!P csoportok tagjaival készítettek. Nakazava Júko-val közreműködött a „2 Folk Songs” albumon, fellépett Abe Nacumi első szólókoncertjén, és háttértáncos volt Gotó Maki „Daite Yo! Please Go On” című kislemezének PV-jében. Később a Morning Musume heti TV show-jának, a „Hello! Morning”-nak is volt házigazdája, míg ezt a szerepet át nem vette tőle Isikava Rika. Részt vett a H!P All stars kislemezének munkálataiban, és tagja volt a Puripuri Pink kevert csapatnak is.

### 2007–2010
2007 augusztusában játszott az „Otona no mugicha”-ban. 2009-ben elhagyta a H!P-et, az egész Elder Club-bal egyetemben. Szeptemberben kivették a manduláit, mert mint elmondta, régóta krónikus mandulagyulladásban szenvedett. 2010-ben tagja lett az Afternoon Musume-nek, majd játszott az „Abe Naikaku” című színdarabban.

### 2011–2013
2011-ben csatlakozott a Dream Morning Musume-hez, később „casual dinner show”-t tartott Jagucsi Mari-val és Nakazava Júko-val. 2012-ben játszott a „B・B ~bumpy buddy~” című darabban. 2013-ban feltűnt az UF Licks show-ban, és szerepelt a „Forest For Rest ~SATOYAMA e Ikou~ SATOYAMA movement in YOKOHAMA” event-en. Az év májusában feleségül ment Kozaki Joicsi-hez. 

### 2017
Nyáron bejelentette, hogy várandós első gyermekével.